# 키즈돌

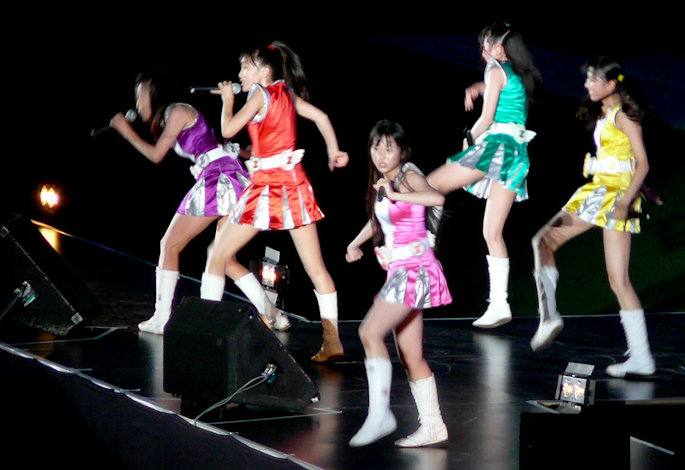
일본의 키즈돌

키즈돌은 주니어 아이돌(junia aidoru)은 또는 치돌(chidol), 로틴 아이돌(rōtīn aidoru)이라고도 하며, 18세 또는 16세 미만의 이미지, 매력 및 개성을 위해 제조 및 마케팅되는 유형의 엔터테이너이다. 이는 일본 팝 엔터테인먼트의 아이돌 문화의 하위 범주이다. 주니어 아이돌은 주로 사진집과 이미지 DVD를 통해 마케팅되는 그라비아 아이돌이지만 일부는 노래와 연기를 훈련받기도 한다. 다른 어린이 모델과 달리 아이돌은 재능 기관의 상품 및 후원을 통해 상업화되는 반면, 열정적인 소비자 팬층과 감정적 연결을 유지한다.